# Ecaz Labyrinthus
L'Ecaz Labyrinthus è una formazione geologica della superficie di Titano.
Prende il nome da Ecaz, pianeta dell'universo immaginario del ciclo di Dune, creato dallo scrittore Frank Herbert